# Elecciones federales de México de 1900
Las elecciones federales de México de 1900 se llevaron a cabo en dos jornadas, las elecciones primarias y las elecciones secundarias, en ellas se eligieron los siguientes cargos de elección popular:
- Presidente de México. Jefe de Estado y de Gobierno, electo por un periodo de cuatro años y desde 1892 con posibilidad de reelección inmediata, para cubrir el periodo 1900 - 1904 y del que tomaría posesión el 1 de diciembre de 1900. El candidato electo fue Porfirio Díaz.

## Desarrollo del Proceso Electoral
Las elecciones de 1900 fueron distintas a las anteriores, ya que a pesar de que muchos grupos querían postular a Porfirio Díaz como candidato a la presidencia de la república, otros tenían sus ojos puestos en dos personajes.
1. Bernardo Reyes: Se distinguió como gobernador de Nuevo León y pacificador de la frontera norte. Como no estaba ligado al grupo científico se le consideró como candidato independiente. Este declinó tiempo después en favor de Limantour a cambio de la Secretaría de Guerra.
2. José Yves Limantour: Se desempeñaba como secretario de Hacienda. Como había resarcido la economía nacional es apoyado por los grupos beneficiados durante el porfiriato. Pero el hecho de no cumplir con el requisito constitucional de ser hijo de padres mexicanos entorpeció su campaña.

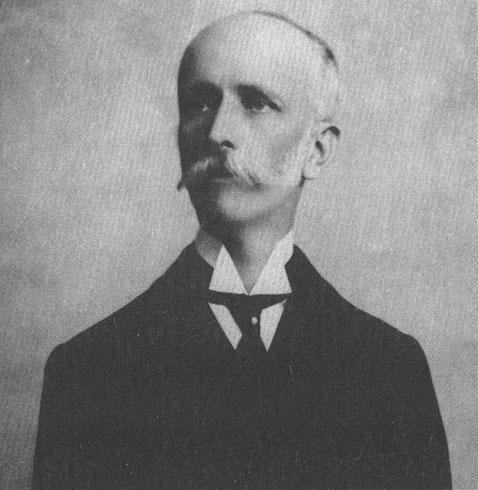
El apoyo de José Yves Limantouren la contienda electoral fue ya que se le dio el crédito por muchos de los logros del gobierno porfirista.

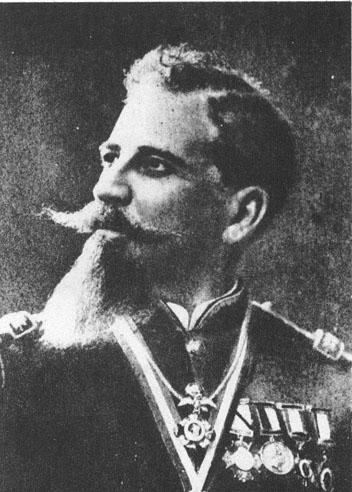
Bernardo Reyes aspiraba la presidencia pero declina en favor de Limantour a cambio de la Secretaría de Guerra, que terminó consiguiendo en la administración de Porfirio Díaz.

Díaz conocía la situación y observaba que Limantour era el personaje que adquiría mayor fuerza, a fin de que no entorpeciera su reelección publica artículos en periódicos y declaraciones ambiguas que logran debilitar a Limantour y a Reyes, de tal manera que no afectan la reelección de Díaz.

## Resultados Electorales

### Presidente
|  | 100.00 % |

|  | 0 % |

|  | 0 % |

|  | 0 % |

|  | 100.00 % |